# 三浦展
三浦 展（みうら あつし、1958年9月25日 - ）は、日本の社会デザイン研究者、マーケティング・アナリスト、消費社会研究家、評論家。マーケティングリサーチやマーケティングプランニング、コンサルティング等の受託業務等を行う株式会社カルチャースタディーズ研究所代表取締役。

## 経歴
新潟県糸魚川市生まれ。三和村（現上越市）出身。新潟大学教育学部附属高田小学校、同中学校、新潟県立高田高等学校を経て、1982年に一橋大学社会学部を卒業。佐藤毅ゼミ出身で、サブゼミとして岩崎允胤ゼミにも参加した。
卒業後はパルコに入社。同社のマーケティング雑誌アクロス編集室で勤務し、入社4年目の1986年に「アクロス」編集長に就任。
1990年にパルコを退社し、三菱総合研究所主任研究員に就任。環境デザイン部主任研究員、社会デザイン室長代理・主任研究員などとして、マーケティングや労働行政等の調査・研究にあたる。
1999年には三菱総合研究所を退社し、独立。マーケティング会社、株式会社カルチャースタディーズ研究所を設立し、同社の代表取締役に就任。
現在は、マーケティング調査、商品企画などを行うほか、家族、都市問題を独自の視点で捉え、『下流社会』（光文社新書）（80万部のベストセラー）や『ファスト風土化する日本』、『下流大学が日本を滅ぼす!』などの本を出版している。
この他に以下のような役職を務める。
- 立教大学大学院21世紀社会デザイン研究科兼任講師
- 信州大学大学院非常勤講師
- 京都造形芸術大学非常勤講師
- 都留文科大学講師
- 国際日本文化研究センター共同研究員
- 内閣官房内政審議室少子化問題有識者会議委員
- 経済企画庁生活ビジョン研究会委員
- 労働省職業情報検討会委員
- 東京都青少年問題協議会委員
- 神奈川県住宅供給公社集合住宅開発研究会委員
- 財団法人セゾン現代美術館評議員
- 文化庁建築文化に関する検討会議委員[7]

## 人物
- 1977年から1979年に放送されていたフジテレビ系列の政治討論番組『福田恆存の世相を斬る』を毎週見ていたと語っている[8]。

## 研究と評価

### 造語
三浦がつくりだした造語に以下のものがある。
- ファスト風土化 － 大型店やチェーン店などが郊外に進出することで、何処も同じような風景と化し、その地域の個性が失われてしまう現象。
- 下流社会 - 所得が低い上に、意欲も低い層の社会[9]。
- 真性団塊ジュニア - 団塊世代の本当の子ども世代[10]。
  - ニセ団塊ジュニア - 第二次ベビーブーム中に生まれた世代。
- かまやつ女子 - ムッシュかまやつひろしのようなファッションをしている若い女性のこと。ゆるい服を着て、ボロいジーンズを履いて私は自由に生きるぞという雰囲気を醸し出している女性。

### 肯定的評価
- 国文学者の野口武彦（神戸大学名誉教授、元プリンストン大学客員教授）は『下流社会』について「市場調査を土台とするしっかりしたデータにもとづいて、低収入階層の生活スタイルを分析している」と評している[11]。
- 社会学者の上野千鶴子（東京大学教授）は、三浦がパルコに在籍していた初期の時代から、その著作の愛読者であったと述べている[12]。
- 内閣総理大臣秘書官の岡本全勝（元総務省大臣官房審議官、元東京大学客員教授）は、三浦の『下流社会』を「勉強になります」と紹介し、東京大で客員教授を務めた際の講義を基にした著作『新地方自治入門』でも三浦の著作を取り上げている[13]。
- 国文学者の石原千秋（早稲田大学教授）は『教養としての大学受験国語』（ちくま新書）の第5章で、三浦の『「家族」と「幸福」の戦後史』につき、一定の批判をした上で、なお参考図書として推薦している[14]。
- 評論家の宮崎哲弥（アルターブレイン副代表）は三浦の著作『ファスト風土化する日本』を、『新書365冊』（朝日新書）において、最高評価の"Best"と評価した他、『「家族」と「幸福」の戦後史』について名著であると述べた。また『下流社会』については、その分析、修辞等を評価しているが、政策提言が書かれた部分には消極的な評価をしている[15]。
- 経済評論家・公認会計士の勝間和代は、三浦を「私のあこがれの人の1人」とする[16]。2009年2月10日に内閣府で開かれた、勝間もメンバー務めていた小渕優子内閣府特命担当大臣（少子化対策担当・男女共同参画担当）主催の「ゼロから考える少子化対策プロジェクトチーム（PT）」の第1回会合（テーマ「恋愛・結婚」）に有識者として出席し、ヒアリングを受けた[17]。

### 否定的評価
評論家の山形浩生（野村総合研究所研究員）や評論家の後藤和智（東北大学修士(工学)）などからは恣意的なデータ解釈があると批判されている。
- 山形は自身のwebページにおいて三浦が著書『日本溶解論』においてケータイ女子はトヨタとイオンとマクドが好きだった、という結論を元に、その子たちは「商品そのものには関心がなく、一番売れているものを消費していれば安心なのである」と述べていることに対して「巨人、大鵬、卵焼き」に代表されるように流行とは昔からそのようなものであって、三浦の「ケータイ女子が社会に操られた消費するだけの人間だ」という主張は全く根拠のないものとし、『日本溶解論』を悪質なデータマイニング本としている[18]。
- 後藤和智は自著『おまえが若者を語るな！』において三浦の『ファスト風土化する日本』や『下流社会』における統計が極めて杜撰であると批判し、三浦の格差論や郊外論は、戦後日本人が大事にしてきた（とされる）階層上昇意欲や勤勉さなどが若者によって壊されているという結論が最初にあり、その結論に達するためにはいかなる歪曲や罵倒も厭わないのが三浦のスタイルであると断じている[19]。
- 京都大学名誉教授で、『教養主義の没落―変わりゆくエリート学生文化 』(中公新書)で知られる竹内洋（元京都大学大学院教育学研究科科長・学部長、元日本教育社会学会会長）は、『学問の下流化』（中央公論新社）で、『書店にあふれるお手軽な「下流」新書…』[20]と間接的に三浦を批判している。

なお後藤や山形が指摘する、三浦のデータの取り扱いが必ずしも正確なものでない点については、三浦自身が自著の中で認めているところであり、三浦は自身の説を仮説と位置づけている。これらの点について社会学者の小原一馬（宇都宮大学准教授、京都大学博士）は三浦の著作『下流社会』について「ごく少数の限定されたデータから大胆な結論を導いているところは、これまでの本も一緒なので、データの扱いのいい加減なところを問題にしたいわけではない。それならそれで、ここに書かれたことは単なる一つの仮説と位置づけ、その検証はきちんとお金をかけて調査しなおせばいい」と述べている。ただし、三浦について「鋭い視点で大変興味深い本を書き続けている」としながら、『下流社会』については「読むに値する本とはちょっと言いづらいかもしれない」と評している。

## 著作

### 著書

#### 90年代
- 『「豊かな社会」のゆくえ——アメリカ・ウエイ ジャパニーズ・ウエイ』日本能率協会マネジメントセンター、1992年
- 『「家族と郊外」の社会学——「第四山の手」型ライフスタイルの研究』PHP研究所、1995年（のち『「家族」と「幸福」の戦後史』講談社現代新書、1999年）
- 『新人類、親になる！』小学館、1997年

#### 00年代
- 『マイホームレス・チャイルド——今どきの若者を理解するための23の視点』クラブハウス、2001年（のち『マイホームレス・チャイルド——下流社会の若者たち』文春文庫、2006年）
- 『大人のための東京散歩案内』新書y、2002年（カラー版、COLOR新書y、2006年；カラー版増補改訂版、COLOR新書y、2011年）
- 『これからの10年団塊ジュニア1400万人がコア市場になる！——マーケティング戦略の狙い目はここだ！』中経出版、2002年
- 『ファスト風土化する日本——郊外化とその病理』新書y、2004年
- 『仕事をしなければ、自分はみつからない。——フリーター世代の生きる道』晶文社、2005年
- 『「かまやつ女」の時代——女性格差社会の到来』牧野出版、2005年（のち『平成女子図鑑——格差時代の変容』中公文庫、2008年）
- 『団塊世代を総括する』牧野出版、2005年（のち『団塊世代の戦後史』文春文庫、2007年）
- 『下流社会——新たな階層集団の出現』光文社新書、2005年 [23]
- 『「自由な時代」の「不安な自分」——消費社会の脱神話化』晶文社、2006年
- 『下流社会マーケティング——総中流化から階層化の時代へ』日本実業出版社、2006年
- 『難民世代——団塊ジュニア下流化白書』生活人新書、2006年
- 『団塊格差』文春新書、2007年
- 『格差が遺伝する！——子どもの下流化を防ぐには』宝島社新書、2007年（のち『合格力——子どもの成績は親で決まる！』宝島sugoi文庫、2009年）
- 『富裕層の財布——誰も知らないお金の使い方』プレジデント社、2007年
- 『下流社会第2章——なぜ男は女に"負けた"のか』光文社新書、2007年
- 『夢がなくても人は死なない——好きな仕事を探すより、仕事を好きになりなさい』宝島社、2007年（のち『働く力』宝島sugoi文庫、2009年）
- 『igocochi——TOKYO STREET FILE 1998-2006』三一書房、2008年
- 『下流大学が日本を滅ぼす！——ひよわな"お客様"世代の増殖』ベスト新書、2008年
- 『格差社会のサバイバル術——生き残りを賭ける人と企業』学研新書、2008年
- 『図解・億万長者の発想法——財布を覗けば秘密がわかる』プレジデント社、2009年
- 『非モテ！——男性受難の時代』文春新書、2009年
- 『シンプル族の反乱——モノを買わない消費者の登場』ベストセラーズ、2009年

#### 10年代
- 『「情報創造」の技術』光文社新書、2010年
- 『愛国消費——欲しいのは日本文化と日本への誇り』徳間書店、2010年
- 『しごと星座——女子のための天職ガイド』牧野出版、2011年
- 『これからの日本のために「シェア」の話をしよう』NHK出版、2011年
- 『スカイツリー東京下町散歩』朝日新書、2011年
- 『郊外はこれからどうなる？——東京住宅地開発秘話』中公新書ラクレ、2011年
- 『下流社会第3章——オヤジ系女子の時代』光文社新書、2011年
- 『第四の消費——つながりを生み出す社会へ』朝日新書、2012年
- 『妻と別れたい男たち』集英社新書、2012年
- 『東京は郊外から消えていく！——首都圏高齢化・未婚化・空き家地図』光文社新書、2012年
- 『東京高級住宅地探訪』晶文社、2012年
- 『日本人はこれから何を買うのか？——「超おひとりさま社会」の消費と行動』光文社新書、2013年
- 『データでわかる2030年の日本』洋泉社、2013年
- 『あなたの住まいの見つけ方——買うか、借りるか、つくるか』ちくまプリマー新書、2014年
- 『新東京風景論——箱化する都市、衰退する街』NHKブックス、2014年
- 『昭和「娯楽の殿堂」の時代』柏書房、2015年
- 『格差固定——下流社会10年後調査から見える実態』光文社、2015年
- 『郊外・原発・家族——万博がプロパガンダした消費社会』勁草書房、2015年
- 『下流老人と幸福老人——資産がなくても幸福な人資産があっても不幸な人』光文社新書、2016年
- 『人間の居る場所』而立書房、2016年
- 『東京田園モダン——大正・昭和の郊外を歩く』洋泉社, 2016年
- 『毎日同じ服を着るのがおしゃれな時代——今を読み解くキーワード集』光文社新書、2016年
- 『あなたにいちばん似合う街——人生を変えたいなら、住む街を変えよう』PHPエディターズ・グループ、2016年
- 『お客さま、そのクレームにはお応えできません！——〈小説〉不動産屋店長・滝山玲子の事件簿』光文社知恵の森文庫、2017年
- 『東京郊外の生存競争が始まった！——静かな住宅地から仕事と娯楽のある都市へ』光文社新書、2017年
- 『横丁の引力』イースト新書、2017年
- 『中高年シングルが日本を動かす——人口激減社会の消費と行動』朝日新書、2017年
- 『都心集中の真実——東京23区町丁別人口から見える問題』ちくま新書、2018年
- 『ヤバいビル——1960-70年代の街場の愛すべき建物たち』朝日新聞出版、2018年
- 『昼は散歩、夜は読書。』而立書房、2018年
- 『100万円で家を買い、週3日働く』光文社新書、2018年
- 『1980年代から見た日本の未来——2030年代を予測する視点』イースト新書、2019年
- 『娯楽する郊外』柏書房、2019年

#### 20年代
- 『首都圏大予測——これから伸びるのはクリエイティブ・サバーブだ！』光文社新書、2020年
- 『愛される街——続・人間の居る場所』而立書房、2020年
- 『コロナが加速する格差消費——分断される階層の真実』朝日新書、2020年
- 『下町はなぜ人を惹きつけるのか？——「懐かしさ」の正体』光文社新書、2020年
- 『花街の引力——東京の三業地、赤線跡を歩く』清談社Publico、2021年[24]
- 『教養としての都市論——感性を刺激する33冊』彰国社、2021年
- 『大下流国家——「オワコン日本」の現在地』光文社新書、2021年 [25]
- 『永続孤独社会——分断か、つながりか？』朝日新書、2022年
- 『昭和の東京郊外——住宅開発秘史』光文社新書、2022年
- 『再考・ファスト風土化する日本——変貌する地方と郊外の未来』光文社新書、2023年
- 『孤独とつながりの消費論——推し活・レトロ・古着・移住』平凡社新書、2023年
- 『ボロい東京』光文社新書、2023年 [26]
- 『昭和の空き家に住みたい！——"売れない実家"を生かす逆転のビジネスモデル』ビジネス社、2024年

### 共編著

#### 00年代
- （編著）『脱ファスト風土宣言——商店街を救え！』新書y、2006年
- （本山美彦・山下惣一・古田睦美・佐久間智子共著）『儲かれば、それでいいのか グローバリズムの本質と地域の力』「環境・持続社会」研究センター、2006年
- （読売広告社共著）『上流な私？下流な私？——いまどきの女性のココロと生活』PHP研究所、2006年
- （編著）『下流同盟——格差社会とファスト風土』朝日新書、2006年
- （渡和由研究室共著）『吉祥寺スタイル——楽しい街の50の秘密』文藝春秋、2007年
- （上野千鶴子共著）『消費社会から格差社会へ——中流団塊と下流ジュニアの未来』河出書房新社、2007年（のち『消費社会から格差社会へ——1980年代からの変容』ちくま文庫、2010年）
- （スタンダード通信社共著）『日本溶解論——この国の若者たち』プレジデント社、2008年（のち『ニッポン若者論——よさこい、キャバクラ、地元志向』ちくま文庫、2010年）
- （編著）『下流は太る！——こんな暮らしがデブの素』扶桑社、2008（のち『貧困肥満』扶桑社新書、2009年）
- （柳内圭雄共著）『女はなぜキャバクラ嬢になりたいのか？——「承認されたい自分」の時代』 光文社新書、2008年
- （神奈川大学曽我部昌史研究室共著）『商店街再生計画——大学とのコラボでよみがえれ！』洋泉社、2008年
- （堤清二共著）『無印ニッポン——20世紀消費社会の終焉』中公新書、2009年
- （アラフォー世代研究会共著）『アラフォー！——これからの女性の生き方と消費』PHP研究所、2009年
- （原田曜平共著）『情報病——なぜ若者は欲望を喪失したのか？』角川oneテーマ21、2009年

#### 10年代
- （大月敏雄・志岐祐一・松本真澄共著）『奇跡の団地——阿佐ヶ谷住宅』王国社、2010年
- （隈研吾共著）『三低主義』NTT出版、2010年
- （SML共著）『高円寺——東京新女子街』洋泉社、2010年
- （菊入みゆき共著）『職場で"モテる"社会学——なぜ今、女性は「仕事を楽しむ男」に惹かれるのか』講談社+α新書、2012年
- （陣内秀信共編著）『中央線がなかったら——見えてくる東京の古層』NTT出版、2012年（のちちくま文庫、2022年）
- （藤村龍至共編）『郊外その危機と再生』NHKブックス、2013年
- （三菱総合研究所生活者市場予測システム共著）『データでわかる団塊の財布・ジュニアの財布』洋泉社、2014年
- （日本シェアハウス協会共著）『これからのシェアハウスビジネス——地域活性化で日本再生！』住宅新報社、2014年
- （三菱総合研究所生活者市場予測システム著）『データでわかる日本の新富裕層』洋泉社、2014年
- （麗澤大学清水千弘研究室共著）『日本の地価が3分の1になる！——2020年東京オリンピック後の危機』光文社新書、2014年
- （編著）『地価下落時代に資産を守る！——人口減少を乗り越える土地・不動産対策』ベスト新書、2015年
- （編）『昭和の郊外——東京・戦前編』柏書房, 2016年
- （編）『昭和の郊外——東京・戦後編』柏書房, 2016年
- （藤村龍至・南後由和共著）『商業空間は何の夢を見たか——1960～2010年代の都市と建築』平凡社、2016年
- （天笠邦一共著）『露出する女子、覗き見る女子——SNSとアプリに現れる新階層』ちくま新書、2019年
- （監修）『渋谷の秘密』PARCO出版、2019年

#### 20年代
- （編）『ニュータウンに住み続ける——人間の居る場所3』而立書房、2022年

### 訳書
- マックス・ウェーバー『[現代訳]職業としての学問　危機に立つ現代に「働く意味」はあるのか』プレジデント社　2009.9
- マーク・J.ペン,E.キニー・ザレスン著『マイクロトレンド』（監修,吉田晋治訳）日本放送出版協会, 2008.4